# Новоукраїнка (Василівський район)
Новоукраї́нка — село в Україні, у Водянській сільській громаді Василівського району Запорізької області. Населення становить 439 осіб.

## Географія
Село Новоукраїнка знаходиться за 1,5 км від лівого берега Каховського водосховища (Дніпро), вище по течії на відстані 2,5 км розташоване село Іванівка, нижче за течією на відстані 0,5 км розташоване село Примірне.

## Історія
- 1921 - дата заснування.

На території села братська могила часів Другої Світової війни, встановлено пам'ятник загиблому льотчику Демидову.

## Населення

### Мова
Розподіл населення за рідною мовою за даними перепису 2001 року:
| Мова       | Кількість | Відсоток |
| ---------- | --------- | -------- |
| українська | 386       | 87.93%   |
| російська  | 52        | 11.85%   |
| вірменська | 1         | 0.22%    |
| Усього     | 439       | 100%     |

1. ↑  Рідні мови в об'єднаних територіальних громадах України — Український центр суспільних даних